# Feldbahn Kniggescher Kalksteinbruch–Bredenbecker Kalkwerke
| Plakette beim Lokomotivbrunnen Bredenbeck |        |                               |                               |
| Streckenlänge: | 3 km   |                               |                               |
| Spurweite: | 790 mm |                               |                               |
| |        |                               |                               |
| \| \| \| Kalksteinbruch 180 m ü. M. \| \| \| \| Alter Gleisweg \| \| \| \| „beim Bantelmann“ 180 m ü. M. \| \| \| \| Bremsberg \| \| \| \| Kalkwerke 115 m ü. M. \| |        |                               |                               |
| |        | Kalksteinbruch 180 m ü. M.    |                               |
| Strecke (außer Betrieb) |        | Alter Gleisweg                | Alter Gleisweg                |
| Bahnhof (Strecke außer Betrieb) |        | „beim Bantelmann“ 180 m ü. M. | „beim Bantelmann“ 180 m ü. M. |
| |        | Bremsberg                     |                               |
| Kopfbahnhof Streckenende (Strecke außer Betrieb) |        | Kalkwerke 115 m ü. M.         | Kalkwerke 115 m ü. M.         |

Die Feldbahn Kniggescher Kalksteinbruch–Bredenbecker Kalkwerke war eine von den 1890er Jahren bis 1927 vor allem mit Hanomag-Dampflokomotiven betriebene, etwa 3 km lange Feldbahn mit 790 mm Spurweite im Deister bei Bredenbeck in der späteren Region Hannover in Niedersachsen.

## Der Kalksteinbruch
Der Speckhals am Nordosthang des Speckenbrinks, einer Erhebung des Deisters, liegt im Westen der kniggeschen Privatforst beim Gut Bredenbeck.
Im Fiehrbruch stehen etwa 25 m Kalkstein aus dem Korallenoolith an. Im oberen Bereich gibt es eine 1,5 m mächtige Schicht Korallen führenden Kalkstein, unten sind kieselige Lagen aufgeschlossen.
Das im Kalksteinbruch austretende Wasser fließt als Steinbeeke dem Bredenbecker Bach zu.
Der Kalkstein wurde bis 1920 im Tagebau gebrochen und von Hand in Loren geworfen.
Im Steinbruch waren vor allem italienische Arbeitskräfte beschäftigt. Ein Hinweisschild an einer kräftigen Rotbuche bei der Steinbrucheinfahrt erinnert noch an die Arbeiter und ihre Köchin.

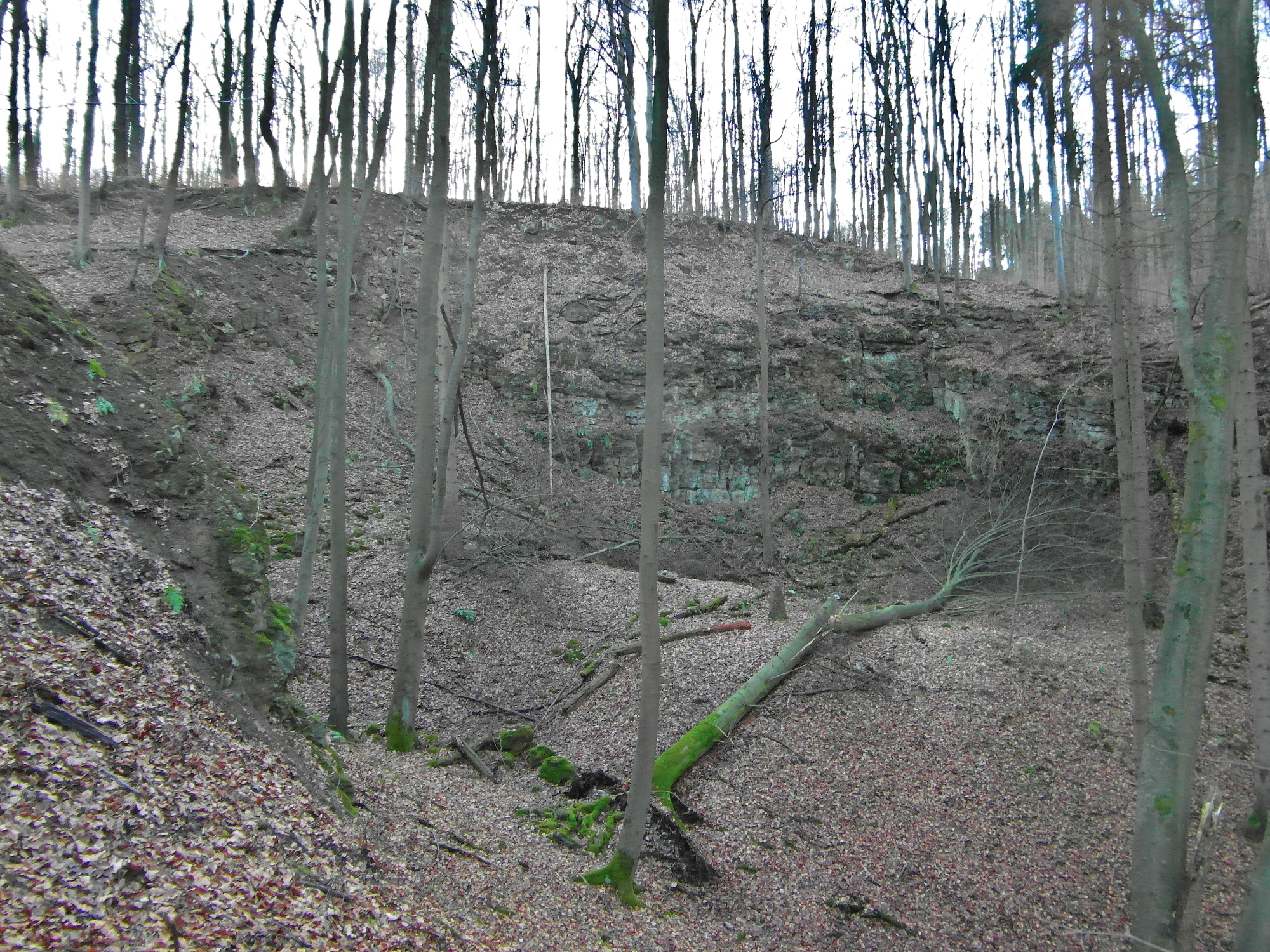
Kniggescher Kalksteinbruch
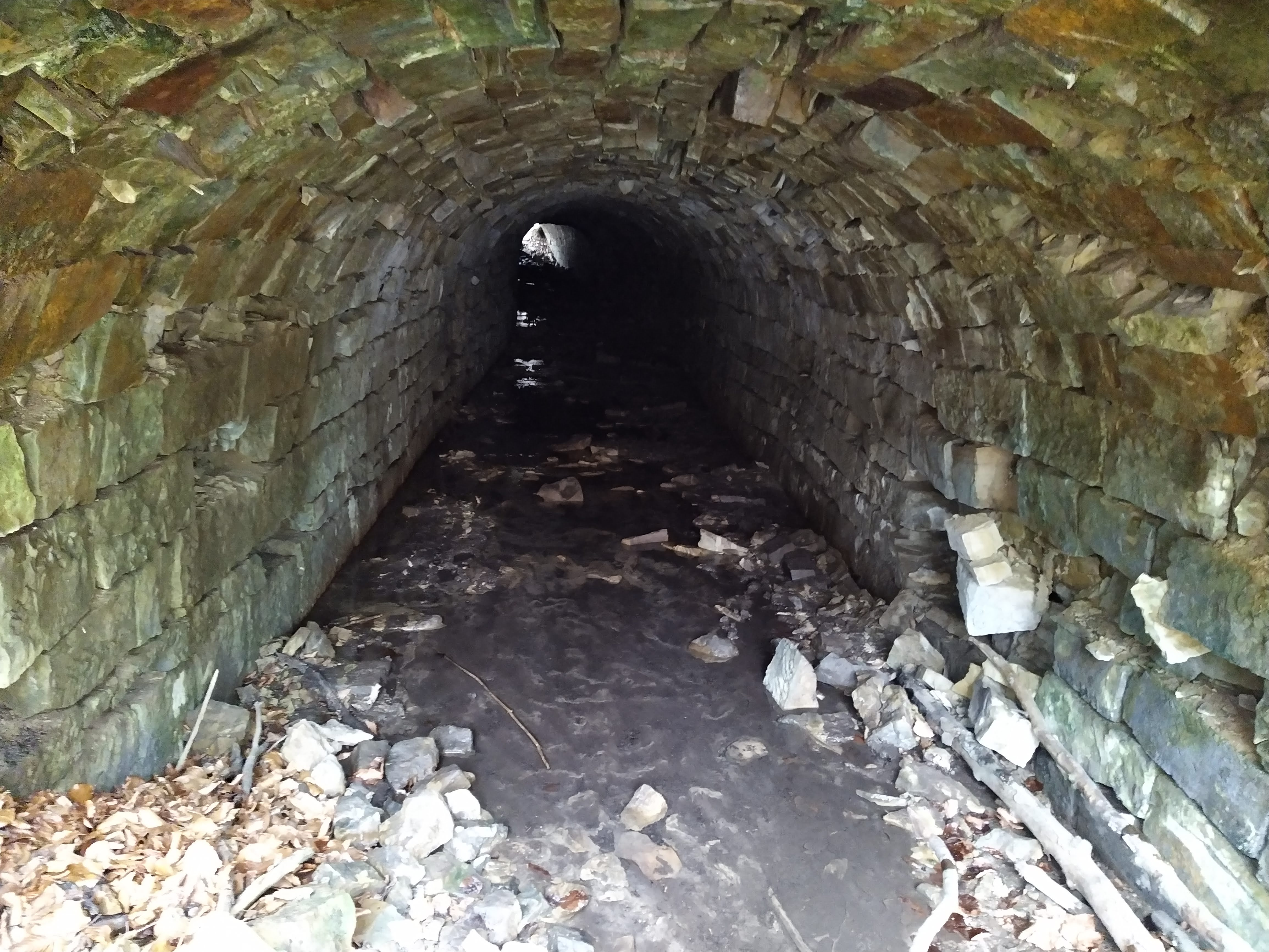
Der Tunnel zum Steinbruch

## Schmalspurbahn

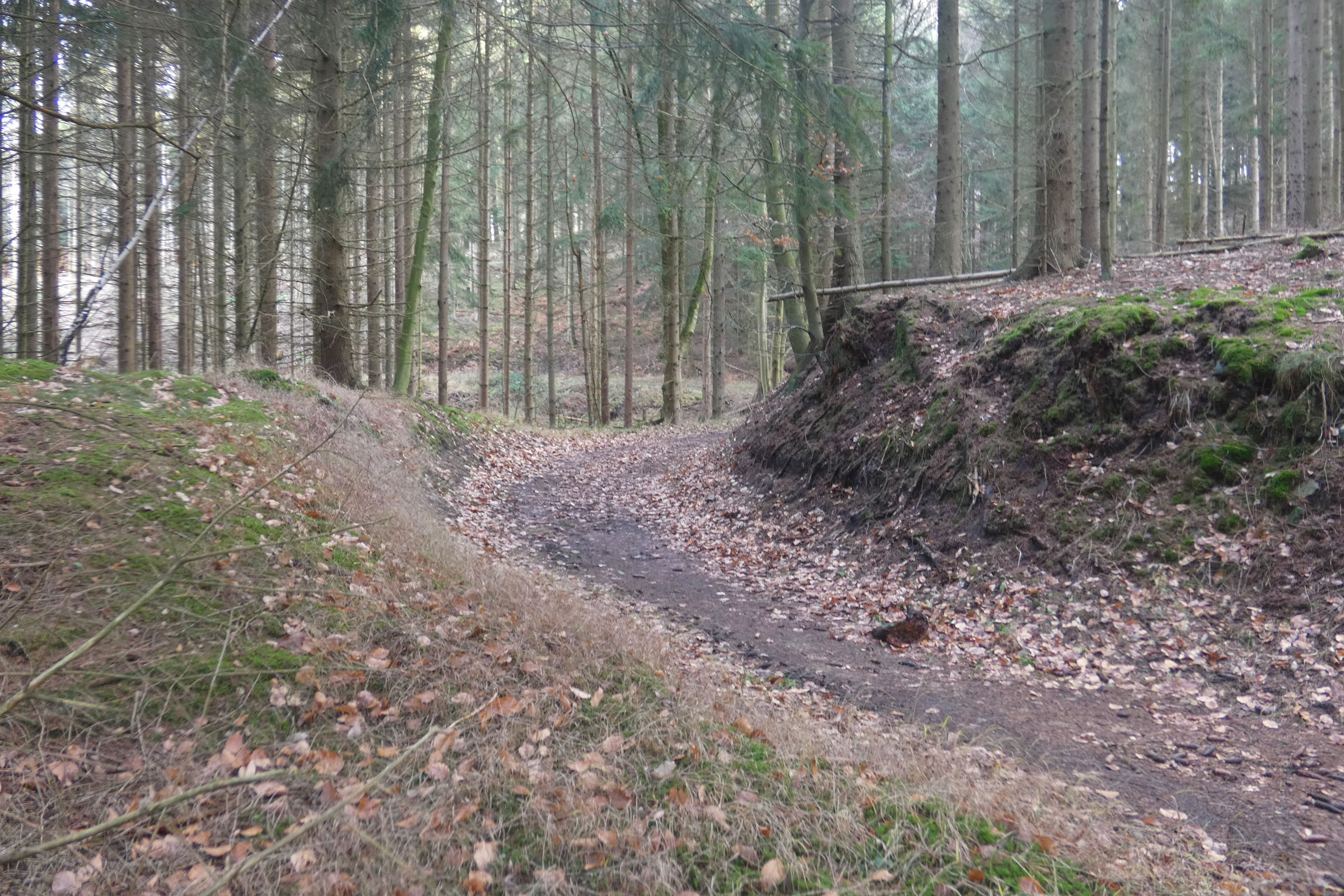
Die ehemalige Bahntrasse

### Strecke
Die Feldbahnstrecke führte vom Steinbruch durch einen ausgemauerten Tunnel und folgte dann mit minimalem Höhenunterschied den Windungen der 180-m-Höhenlinie vom Fiehrbrink über den Schiefen Brink bis zum Nordhang des Kalenbergs.
Die Trasse am Nordhang des Deisters ist noch als Alter Gleisweg zu erkennen, bis auf kurze Abschnitte ist sie jedoch ein weniger unterhaltener Teil des Forstwirtschafts- und Wanderwegenetzes.
Die Bahn hatte eine Spurweite von 790 mm auf der Strecke, 800 mm in Steinbrüchen und Bremsberg.
Manche Quellen nennen, eventuell nur für die frühen Betriebsjahre, auch eine Spurweite von 820 mm oder 830 mm.

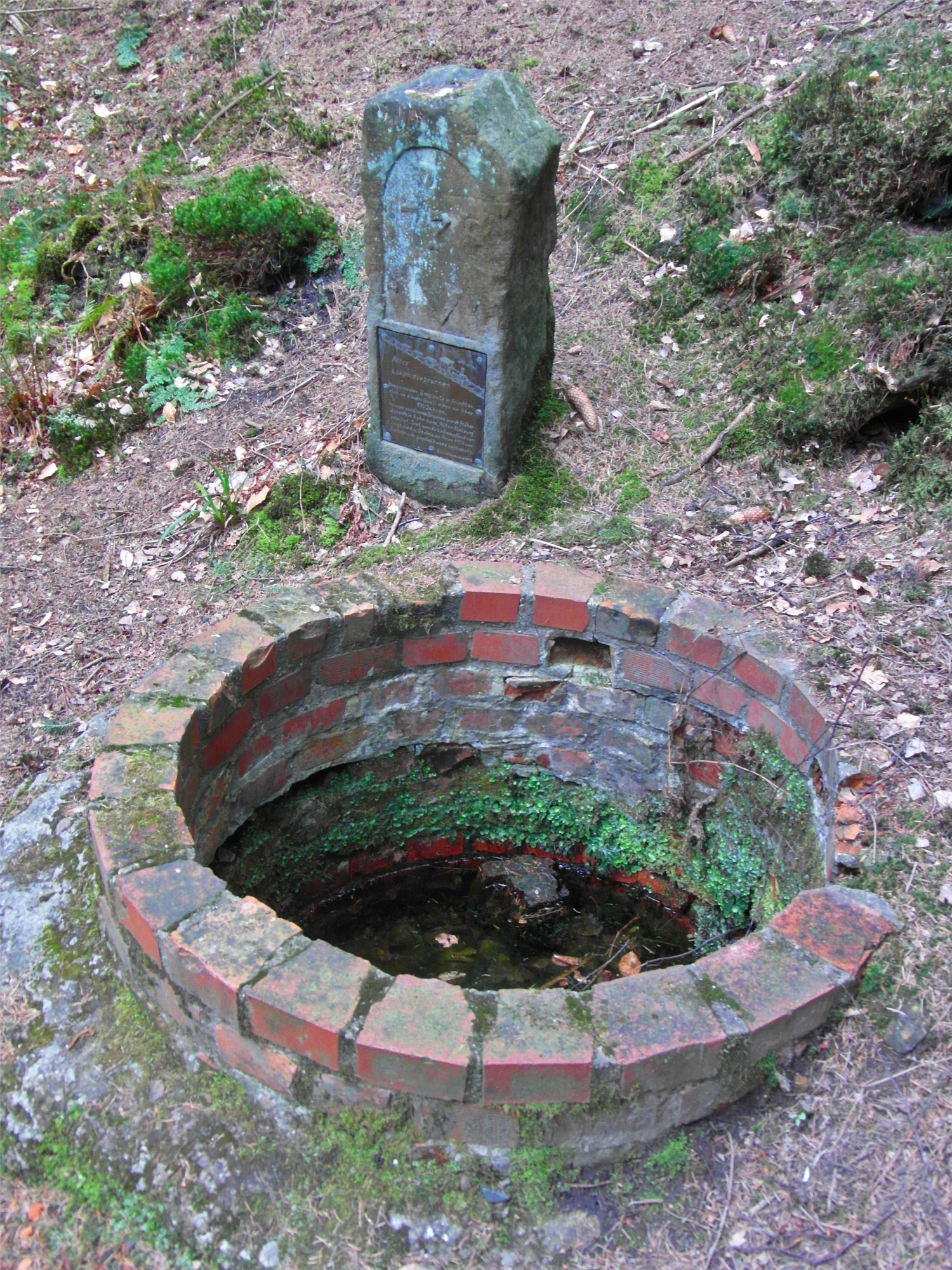
Der Lokomotivbrunnen

Etwa auf halber Strecke der Schmalspurtrasse gab es durch eine Rohrleitung vom sogenannten Lokomotivbrunnen die Möglichkeit zur Versorgung der Lokomotive mit hier gesammeltem Quellwasser. Bei der aus Ziegeln gemauerten Brunnenfassung mit etwa einem Meter Durchmesser wurde 1977 zur Erinnerung eine Kupfertafel angebracht.
Die Bahnstrecke ging vermutlich mit dem Kalkwerk im Jahr 1890 in Betrieb. Mit dessen Stilllegung im Jahr 1924, nach anderer Darstellung erst 1927, wurde der Bahnbetrieb eingestellt.

### Bremsberg
Vom Ostende der Bahntrasse überwand ein Bremsberg auf etwa 600 m Länge einen Höhenunterschied von gut 60 m zum Kalkwerk.
Jeweils fünf bis acht Loren wurden an ein auf Holzrollen umlaufendes Drahtseil gehängt und fuhren auf dem doppelspurigen Gleis zum Kalkwerk, wobei sie leere Loren auf dem anderen Gleis hochzogen.
Das Fundament der Umlenkrolle war 2014 noch erhalten.
Der Bereich bei der Wegekreuzung Alter Gleisweg/Brandweg heißt im Volksmund nach einem langjährigen Bremsbergaufseher „beim Bantelmann“.

### Lokomotiven
An das Kalkwerk Bredenbeck wurden zwei neue Dampflokomotiven für die Strecke vom Kalksteinbruch geliefert.
| Hersteller | Fabriknummer | Baujahr | Bauart | Spurweite | Verbleib                  |
| ---------- | ------------ | ------- | ------ | --------- | ------------------------- |
| Hanomag    | 2608         | 1894    | B n2t  | 830 mm    | ?                         |
| Hanomag    | 9371         | 1923    | B t    | 790 mm    | 1925 an Baufirma verkauft |

## Bredenbecker Kalkwerke
In den Bredenbecker Kalkwerken wurde der Kalkstein unter Verwendung von Steinkohle zu Kalk gebrannt. Zum Abtransport des Kalks diente die normalspurige Bahnstrecke Weetzen–Bredenbecker Kalkwerke. Mit der Bahn wurde auch Kohle aus Westfalen zugeliefert, da die Qualität der in der Umgebung geförderten Kohle nicht genügte.
Um 1860 gab es im Steinbruch und der Kalkbrennerei insgesamt 30 Arbeiter, im Jahr 1900 waren es 250.
In der Blütezeit des Betriebs soll es 350 bis 400 Beschäftigte gegeben haben.

## Anmerkung
1. ↑  Laut mündlicher Überlieferung wurde die Strecke mit gebraucht erworbenem Gleismaterial der „Berliner Weltausstellung“ umgespurt.